# MBIインターナショナル
MBIインターナショナルは2009年7月マレーシアに設立されたホールディングカンパニー。
資本金 1000億円。会長 テディ・ティオ（Tedy Teow）。子会社は三十数社におよび、MBI不動産、M7ファミリー、MBIモバイル、アップルブルー、ゲームビュアー、mface、Mモールなどがある。その中の1社であるmface(エムフェイス)は、アジア発のSNS(ソーシャル・ネットワーキング・サービス)の有料会員を募集している会社で、株式分割と同じ仕組みによりSNS上の広告権を販売している。
2018年5月、マレーシア国立銀行の許可なく電子マネーを発行したとして、創業者テディ・ティオが起訴された。